# Hermann Friese
Hermann Friese (Hamburg, 30 mei 1880 of 22 mei 1882 – São Paulo, oktober 1942) was een Duits-Braziliaans voetballer en atleet. Hij wordt gezien als een pionier van het Braziliaanse voetbal. In 1903 werd hij door de krant O Estado de São Paulo bestempeld als de meest sensationele speler aller tijden. 

## Biografie
In 1902 werd Friese Duits kampioen op de 1500 m. Een jaar later emigreerde hij naar Brazilië, waar hij zich aansloot bij de Duitse gemeenschap van São Paulo. Friese ging bij SC Germânia spelen, dat in 1899 door Hans Nobiling opgericht was, die net als Friese ook bij SC Germania 1887 Hamburg gespeeld had. In 1905 werd hij topschutter van de Campeonato Paulista met veertien doelpunten. In 1907 nam hij als enige Braziliaan deel aan een internationale atletiekwedstrijd in Uruguay en won goud op de 1500 en 800 m en zilver op de 400 m. Friese was ook bij sommige wedstrijden scheidsrechter, wat in die tijd niet ongebruikelijk was. 
In 1909 mocht Arthur Friedenreich bij de club spelen, ondanks dat hij een gekleurde speler was. Friendenreichs vader was een Duitser en zijn moeder een zwarte slavin. Friese liet de regels schrappen dat gekleurde spelers niet bij de club mochten spelen en Friedenreich werd een iconische speler. 